# Hacele

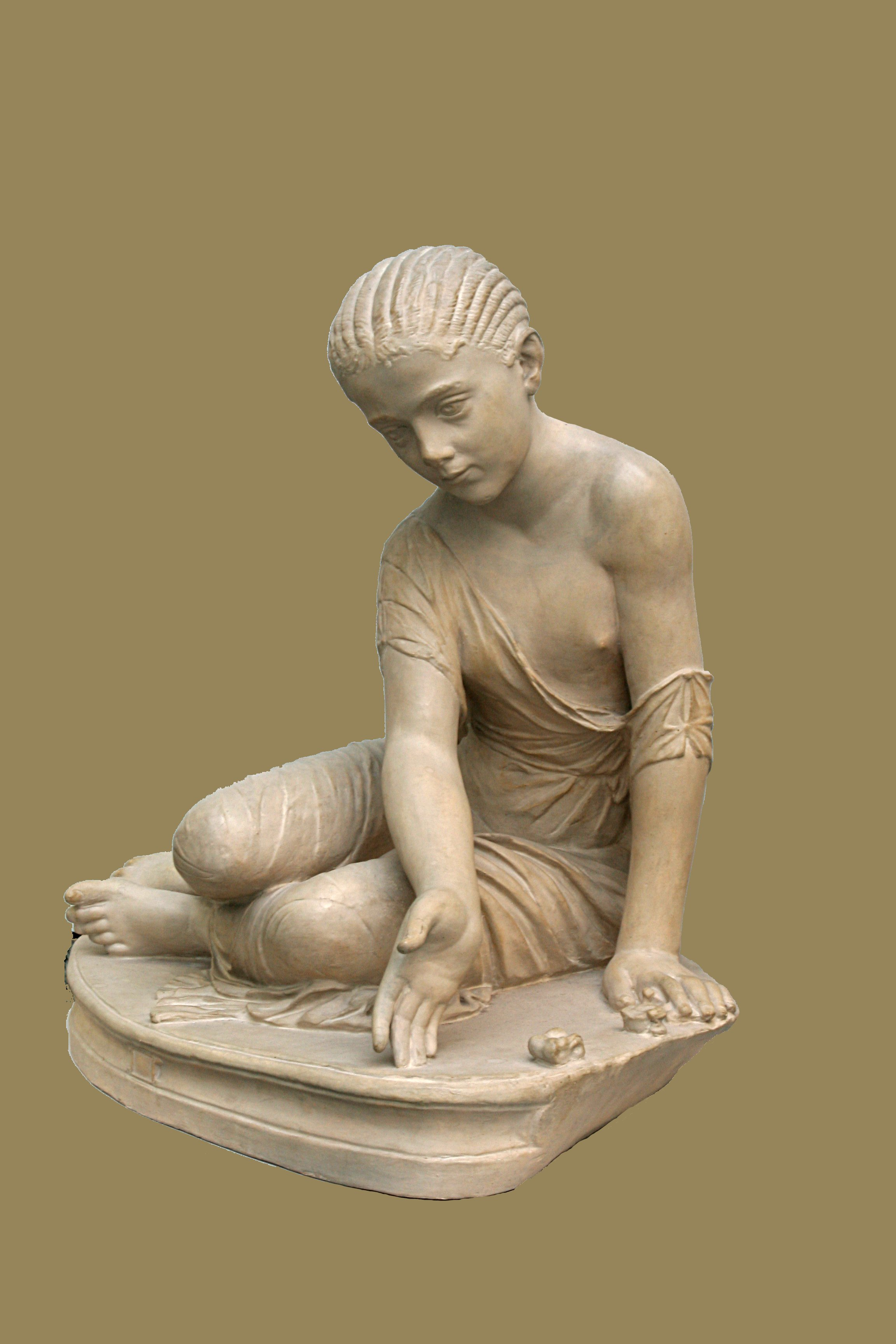
Rzymska statuetka przedstawiająca grającą dziewczynkę

Hacele (także: hacle, sztole, sztulki, sztule, sztrule, ciupy; gra w ciupki, krypcie, koble) – podwórkowa gra towarzyska, popularna wśród dzieci i młodzieży, zwłaszcza w latach 80. XX wieku. Polskim etymonem nazwy gry jest hacel, czyli element do podków końskich. Pierwotnie używane „hacele” były w rzeczywistości astragalami, kostkami pochodzącymi zazwyczaj od owiec.  Gra polegała na podrzucaniu rozłożonych na dłoni haceli (lub kamyków lub kości) i łapaniu ich na wiele wymyślnych sposobów. Wymagała od gracza koordynacji ruchów, zwinności i spostrzegawczości, doskonale wyrabiała refleks. Do gry używano najczęściej pięciu elementów.

## Historia

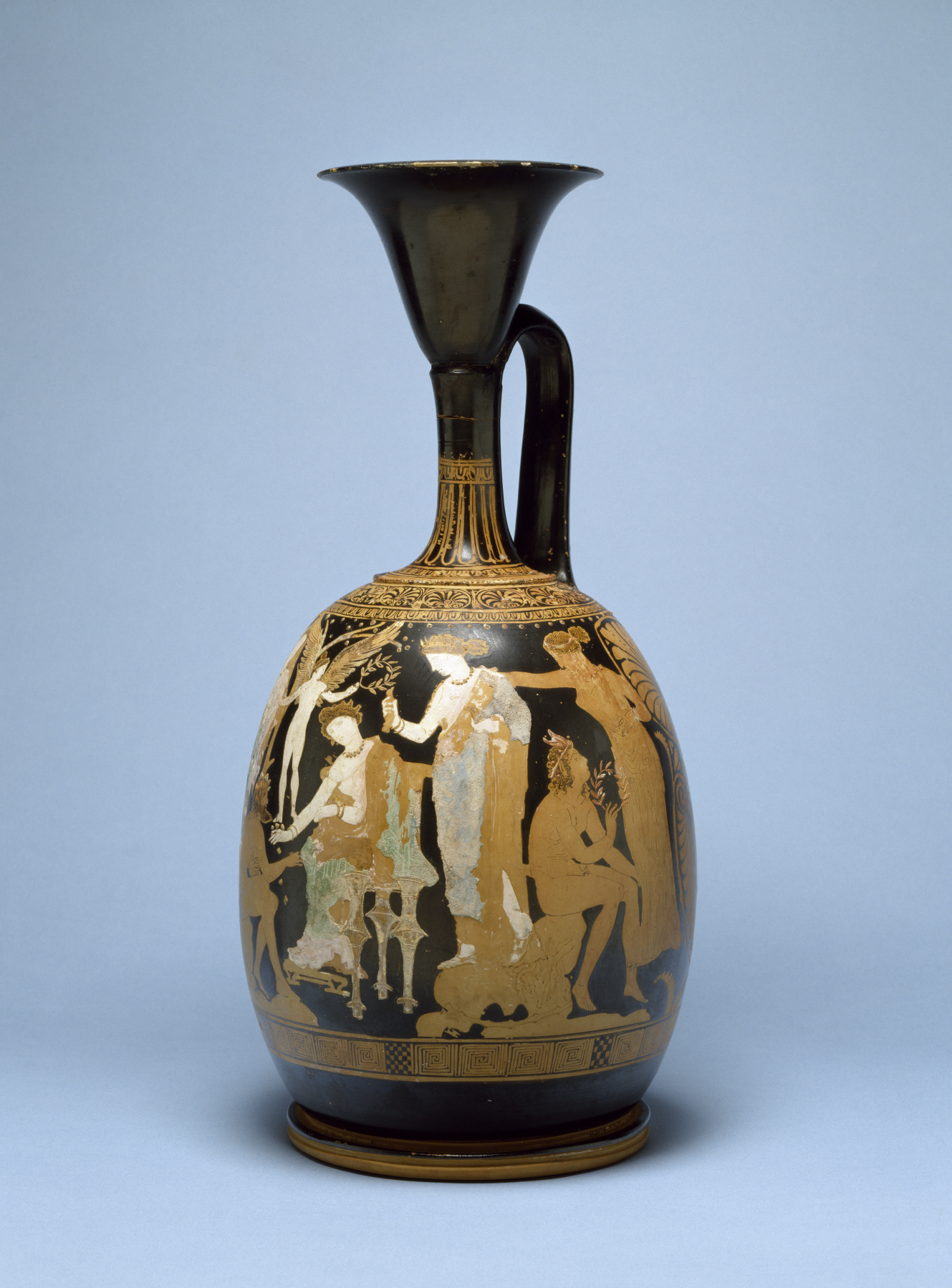
Czerwonofigurowy lekyt w stylu kerczeńskim, przedstawiający nimfy i satyra grających w hacele, z dwoma postaciami Erosa oferującymi laurowe wieńce zwycięstwa nimfie i młodej postaci, c. 350 p.n.e.

Pochodzenie gry w hacele jest ściśle związane z pochodzeniem gry w kości, z których hacele (grane kośćmi zwierzęcymi) są prawdopodobnie bardziej prymitywną formą. Sofokles, w spisanym fragmencie jednej ze swoich prac, przypisał wynalezienie gry w hacele mitycznej postaci Palamedesowi, który nauczył grać w nią swoich rodaków podczas wojny trojańskiej. Zarówno Iliada, jak i Odyseja zawierają aluzje do gier o podobnym charakterze. Pausanius w opisie Grecji (2.20.3) opowiada o świątyni Fortuny w Koryncie, w której Palamedes złożył ofiarę swojej nowo wynalezionej gry. Gry dla dzieci były wspólną ofiarą świątynną w niektórych świątyniach.
Zgodnie z jeszcze bardziej starożytną tradycją, Zeus, widząc, że Ganimedes tęsknił za swoimi towarzyszami na górze Ida, dał mu Erosa za towarzysza i złote hacele, którymi mógł się bawić. Zarówno Herodot, jak i Platon przypisują obce pochodzenie grze. Platon, w Phaedrus nazywa egipskiego boga Tota wynalazcą gry, a Herodot opowiada, że Lidyjczycy w okresie głodu w czasach króla Atys wynaleźli grę w hacele, a nawet prawie wszystkie inne gry.
W starożytności były dwie metody gry. Pierwsza i prawdopodobnie starsza polegała na rzucaniu i łapaniu hacli na grzbiecie dłoni. W starożytnym Rzymie nazywano ją tali: obraz wykopany w Pompejach, przechowywany w Narodowym Muzeum Archeologicznym w Neapolu, przedstawia boginie Latonę, Niobe, Phoebe, Aglaię i Hileaerę, z których dwie ostatnie grają w hacele. Według epigramatu Asclepiodotusa, astragale były rozdawane jako nagrody dla uczniów. Ta prosta forma gry była na ogół rozgrywana tylko przez kobiety i dzieci i była nazywana penta litha lub pięcioma kamieniami. Oprócz zwykłego rzucania i łapania było kilka odmian tej gry; jedna z nich, zwana tropą, lub grą w dziury, której celem było wrzucenie astragali do dziury w ziemi.

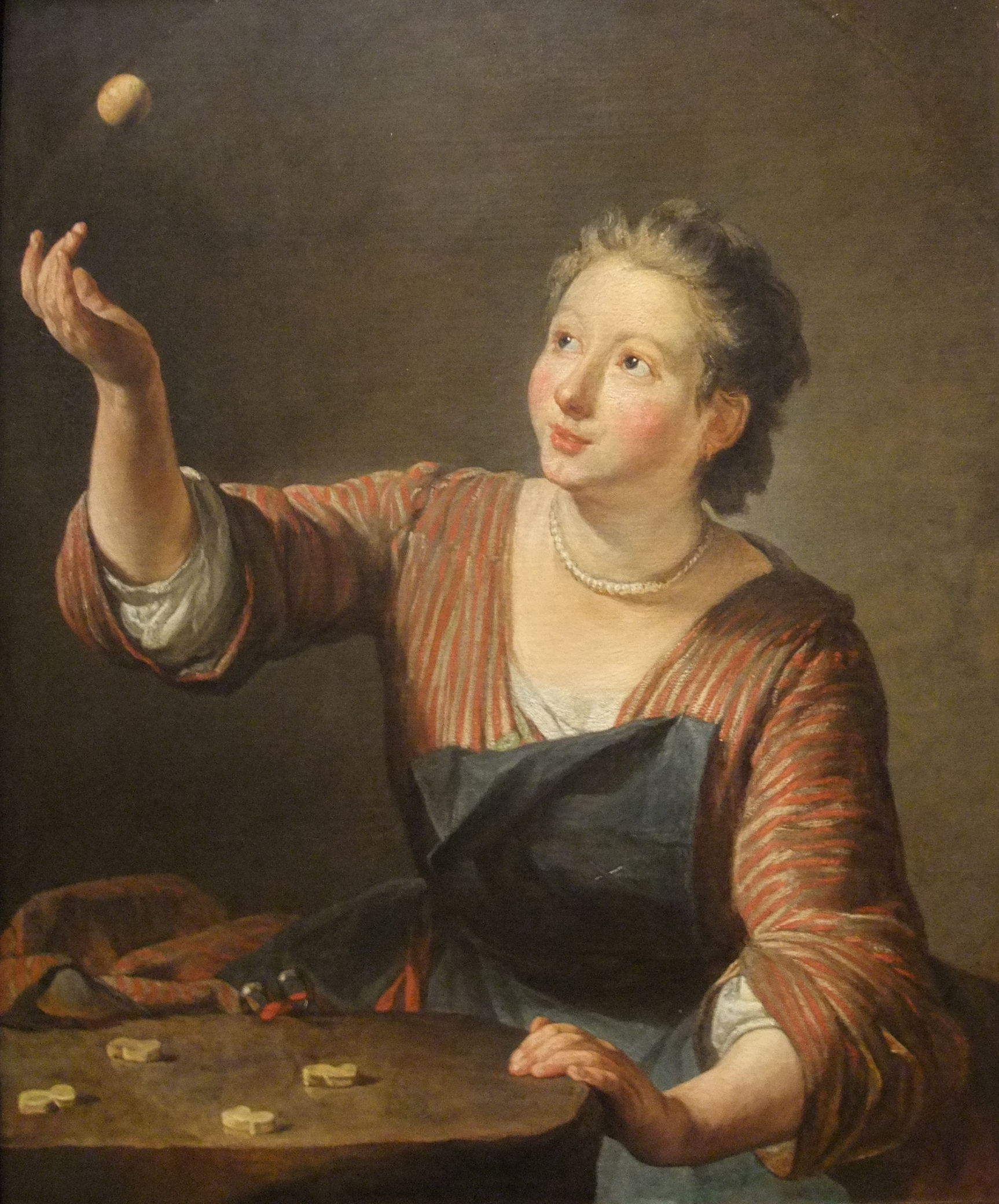
1734 Jean-Baptiste-Siméon Chardin – obraz przedstawiający dziewczynę grającą w hacele

Drugą formą, prawdopodobnie pochodzącą od pierwszej, była gra losowa, gdzie astragale rzucano na stół, albo z ręki, albo z kubka, i wartości boków, na których spadły, były liczone. Kształt kości wykorzystywanych do astragaloi, a także tali Rzymian, określał sposób liczenia.
Kość skokowa owiec, kóz lub cieląt ma dwa zaokrąglone końce, na które nie może upaść. Do gry liczą się pozostałe dwa szerokie i dwa wąskie boki, z których jeden jest wklęsły a jeden wypukły. Wypukły wąski bok, zwany chios lub „pies”, liczono jako 1, wypukły szeroki bok jako 3, wklęsły szeroki bok jako 4 i wklęsły wąski bok jako 6.
Używając czterech astragali można było uzyskać 35 różnych wyników w jednym rzucie. Wiele z tych rzutów otrzymało charakterystyczne nazwy, takie jak: Afrodyta, Midas, Solon i Aleksander. Wśród Rzymian używano nazw: Wenus, Król i Sęp. Najwyższy rzut w Grecji liczył 40 i nazywał się Eurypides. Prawdopodobnie był to rzut kombinowany, ponieważ więcej niż cztery szóstki nie mogły być rzucone jednocześnie. Najniżej punktowanym rzutem, zarówno w Grecji, jak i w Rzymie, był pies.

## Zasady

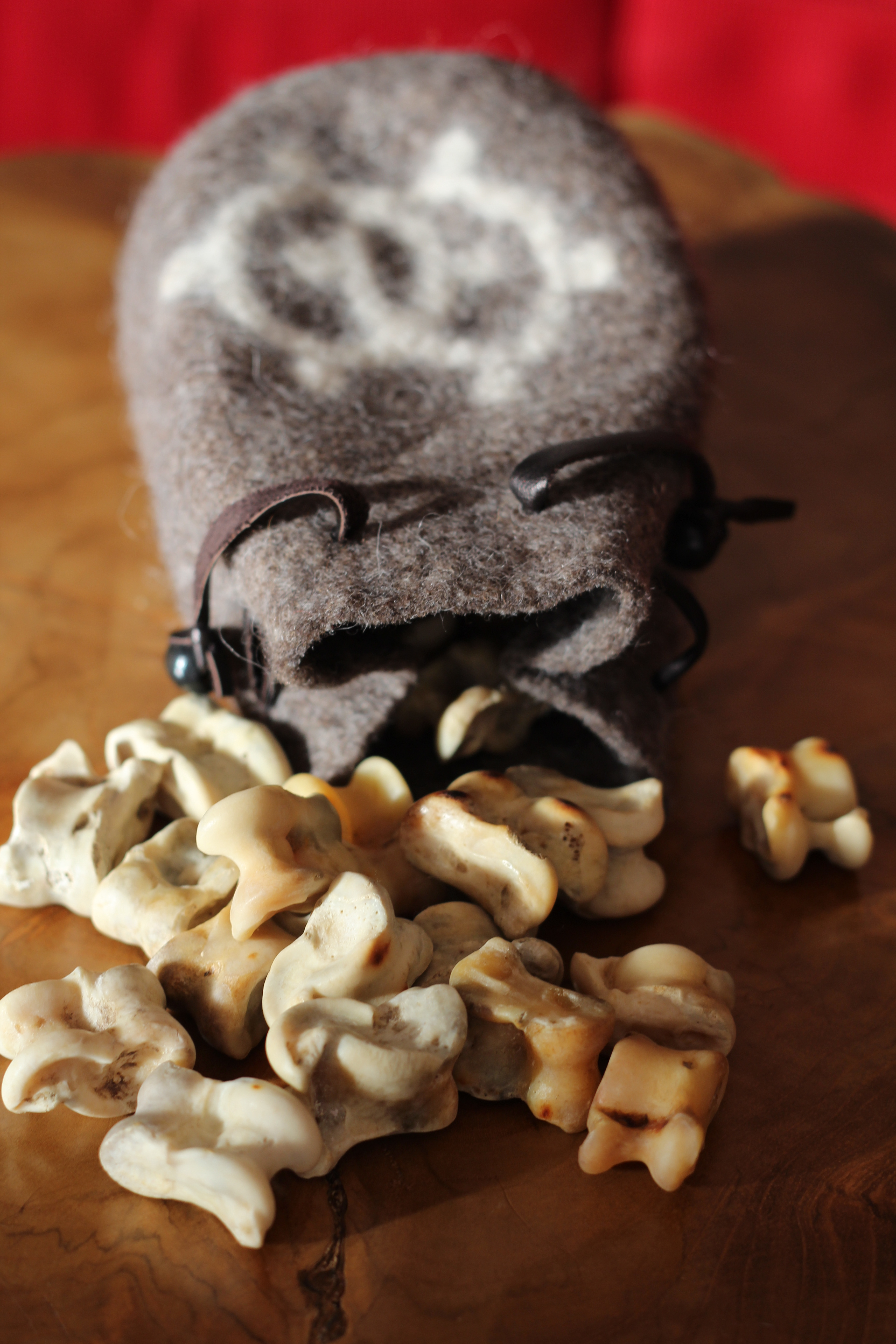
Astragale

Dowolna liczba graczy (poczynając od dwóch, kończąc zazwyczaj na czterech) potrzebuje pięciu niewielkich rzeczy. Najlepiej nadają się do tego kamyki, ale mogą być też orzechy, kostki lub inne małe przedmioty.
Gra dzieli się na część punktową i bezpunktową. W pierwszej kolejności każdy gracz musi wykonać zadania z części bezpunktowej. Nazywane kolejno "jedynki", "dwójki", trójki", "czwórki" i "piątki". W części punktowej wykonywane są tzw. "łapki". Każdy gracz wykonuje kolejno zadania aż do pomyłki, kiedy to traci swoją kolejkę.
- Jedynki - gracz rzuca hacle na podłoże po czym wybiera jeden z nich. Podrzuca wybrany hacel do góry a międzyczasie podnosi jeden z hacli z podłoża tak by nie dotknąć pozostałych hacli a  następnie łapie podrzucony wcześniej hacel. Tak zebrany hacel odkłada na bok i powtarza czynność z pozostałymi haclami.
- Dwójki - jak jedynki tyle że gracz zbiera po dwa hacle.
- Trójki - jak jedynki (czy dwójki) tylko do zebrania jest trzy i jeden hacel. W dowolnej kolejności.
- Czwórki - jak jedynki tylko do zebrania są wszystkie cztery hacle naraz.
- Piątki - jak jedynki tyle, że tym razem gracz nie odkłada zebranych hacli na bok, tylko cały czas trzyma je w ręku.
- łapki (też dziesiątki) – wszystkie hacle trzymane są w dłoni nachwytem (tak by wierzch dłoni był do góry). Gracz podrzuca hacle tak by spadły na wierzch dłoni. Następnie podrzucić te hacle, które były na ręku i załapać je nachwytem. Cały czas mając grzbiet dłoni ku górze. Aby zdobyć punkty za złapane hacle należy bez pomyłki wykonać część nie punktowaną zaczynając od jedynek gdy złapało się jeden hacel, dwójek gdy dwa itd. Wyjątkiem jest gdy gracz złapie wszystkie pięć hacli, wtedy punkty zaliczane są od razu. W zależności od wariantu gry za łapkę nalicza się dziesięć punktów lub sto.

Można grać również rundami. W pierwszej rundzie, łapie się po kolei po jednym kamyku, w drugiej po dwa, w trzeciej trzy plus jeden, w czwartej wszystkie cztery.

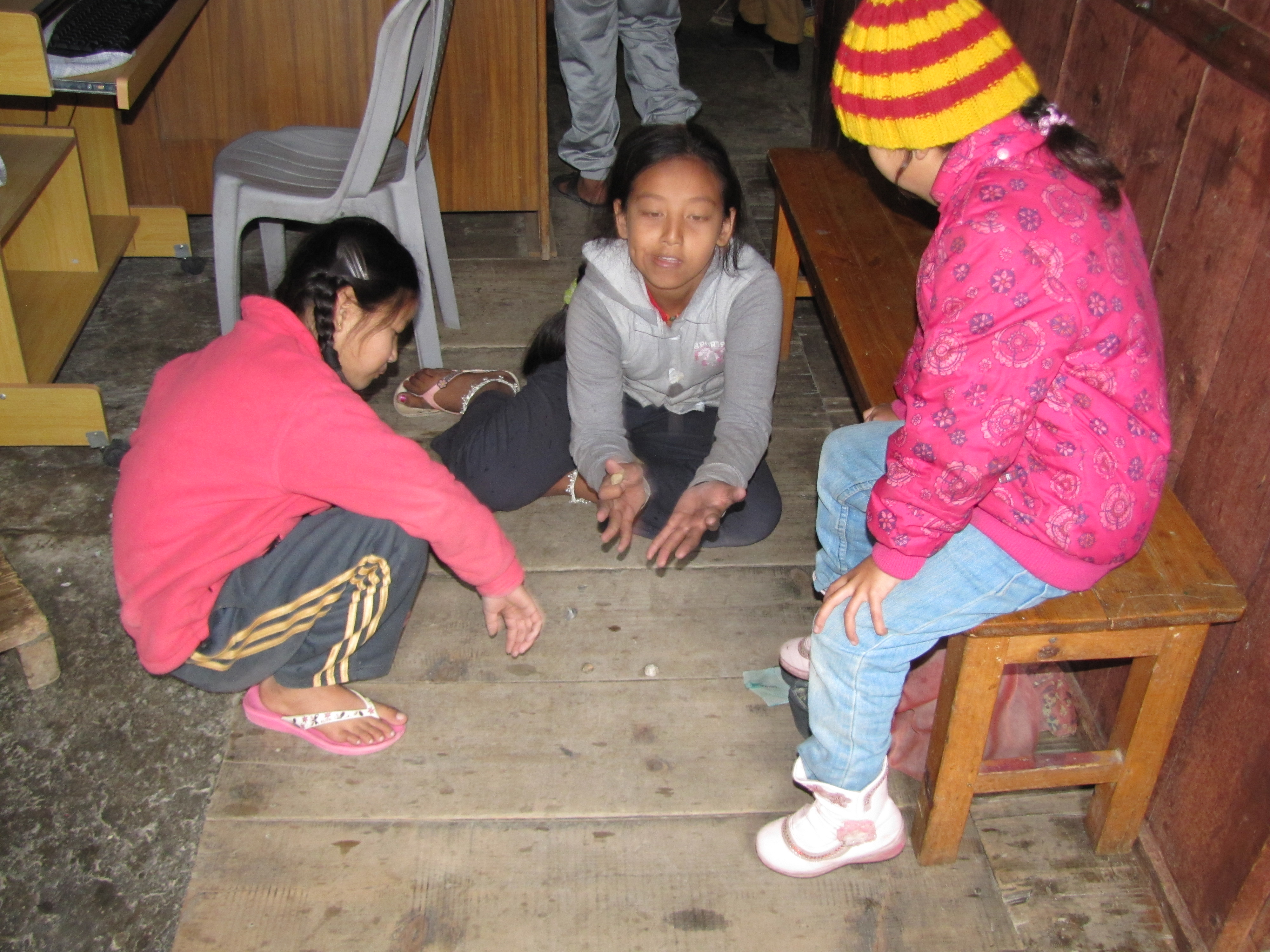
Grające dzieci w Nepalu

## Wariacje
Odmiana rozgrywana przez izraelskie dzieci w wieku szkolnym jest znana jako kugelach lub Chamesh Avanim (חמש אבנים, „pięć skał”). Do gry służy pięć metalowych kostek. Istnieje również koreańska wersja gry, gonggi.
Hacele wymieniane są jako jeden z symboli PRL. Ówczesne metalowe hacele, jako mało precyzyjny produkt metalurgiczny, posiadały ostre, niedopracowane krawędzie, stąd podczas gry często dochodziło do lekkich obrażeń i obtarć wierzchnich stron dłoni zawodników.